# Othón P. Blanco
Blanco  Núñez de Cáceres est un nom espagnol. Le premier nom de famille, en général paternel, est Blanco ; le second, en général maternel, souvent omis, est Núñez de Cáceres.
Othón P. Blanco, de son nom complet Othón Pompeyo Blanco Núñez de Cáceres (né le 7 mars 1868 à Ciudad Victoria, Tamaulipas, mort le 18 octobre 1959 à Mexico), est un marin mexicain. Il est notamment connu pour avoir fondé en 1898, sur un ancien site maya, la ville de Payo Obispo, l'actuelle Chetumal.
La municipalité Othón P. Blanco, dans l'État mexicain de Quintana Roo, est ainsi nommée en son honneur.